# Tema de Nayla
Tema de Nayla es una canción del grupo argentino de rock Serú Girán. La canción aparece como la pista número 7 del álbum Bicicleta.

## Composición
La canción se puede dividir en tres secciones. En la primera, donde David Lebón canta, aparecen los versos y los dos estribillos; La segunda sección es un interludio tranquilo y largo; La tercera sección es todo un extenso solo de teclado (El teclado es un Piano Jazz) de género Jazz.
La letra y la canción fueron compuesta por el vocalista y guitarrista David Lebón, exceptuando las notas del solo de piano. A la banda completa (Y en especial a Lebón) no le gustaba el solo que había compuesto Charly para la canción por lo que contrataron al tecladista de Jazz Diego Rapoport para que componga y ejecute ese solo.
La lírica habla sobre el amor que tiene un hombre hacia su niña. Fue escrita por Lebón para dedicársela a su hija Nayla, que estuvo al borde de la muerte cuando su pijama se había incendiado cuando esta se encontraba jugando con una caja de fósforos.

## Créditos

### Banda
- David Lebón: Voz principal y guitarra eléctrica
- Charly García: Teclados (Pianos y sintetizadores)
- Pedro Aznar: Bajo eléctrico y teclados
- Oscar Moro: Batería

### Invitados
- Diego Rapoport: Teclados (Piano eléctrico Rhodes) - Únicamente en el solo de piano de la canción.

- Datos: Q30905623